# Philipp Hillgärtner
Hermann Philipp Hillgärtner (* 3. März 1905 in Stockstadt am Rhein; † 9. April 1987 in Darmstadt) war ein deutscher Polizeibeamter und SS-Funktionär. Er war unter anderem Leiter der Hauptgeschäftsstelle der Abwehrabteilung des Geheimen Staatspolizeiamtes in Berlin und Kommandant des Polizeiinternierungslagers Frøslev im deutschbesetzten Dänemark während des Zweiten Weltkriegs.

## Leben und Tätigkeit
Hillgärtner trat in den 1920er Jahren in den Polizeidienst ein. Zum 1. August 1932 trat Hillgärtner der NSDAP bei (Mitgliedsnummer 1.230.313) und schloss sich auch der SS an (SS-Nummer 78.009). In der SS wurde Hillgärtner später zum SS-Hauptsturmführer (11. September 1938) und SS-Sturmbannführer (1. Februar 1940) befördert.
Ende der 1930er Jahre wechselte Hillgärtner in den Dienst des Geheimen Staatspolizeiamtes in Berlin. Im Geschäftsverteilungsplan der Gestapozentrale vom 1. Januar 1938 bzw. vom 1. Juli 1939 ist er als Leiter der Hauptgeschäftsstelle der von Werner Best geleiteten Abteilung III (Abwehrangelegenheiten) mit dem Rang eines Polizeiobersinspekteurs bzw. eines Polizeirates nachweisbar.
Von August bis Dezember 1944 amtierte Hillgärtner als Kommandant des SD-Polizeigefangenenlagers Frøslev.

## Ehe und Familie
Hillgärtner heiratete am 8. März 1930 in Großgerau Katharina (* 20. Januar 1905).